# 意匠の国際分類を定めるロカルノ協定
意匠の国際分類を定めるロカルノ協定（いしょうのこくさいぶんるいをさだめるロカルノきょうてい、略称：ロカルノ協定、英：Locarno Agreement Establishing an International Classification for Industrial Designs）は、1968年にスイスのロカルノで作成された意匠の国際分類について定める国際条約である。正式名称は、千九百七十九年九月二十八日に修正された千九百六十八年十月八日にロカルノで署名された意匠の国際分類を定めるロカルノ協定。

## 概要
本協定は、世界知的所有権機関 (WIPO) が管理している。かつては工業意匠の国際分類を設定するロカルノ協定とも呼ばれた。
本協定は、1968年にスイスのロカルノで作成され、1979年に修正された。発効は、1971年4月27日。
本協定に基づいて定められる国際分類はロカルノ分類（英：Locarno classification）と呼ばれ、WIPO国際事務局（ハーグ協定に基づく国際登録）や締約国の知的財産権庁で用いられている。最新の分類は2009年1月1日に発行した第9版で、32のクラス及び219のサブクラスで構成される。

## 締約国
締約国は54ヶ国・機関（2014年10月15日現在）。本協定の締約国は、同盟（ロカルノ同盟）を形成する。
日本においては2014年の第186回国会で締結が承認され、6月24日に加入書を寄託。9月24日に協定の効力が発生した。それ以前は、基本的に日本意匠分類を採用していたが、意匠公報にはロカルノ分類が併記されていた。
なお、国会承認の際には、4月22日に衆議院で承認された後に参議院に送付されたが、厚生省が提出していた地域医療・介護推進法案の資料に誤りがあったために参議院本会議の審議が中断したあおりを受けて参議院での審議に入ることができず、5月22日に自然承認された。条約の自然承認は6年ぶりのことであった。